# Сімпсон (Іллінойс)
Сімпсон (англ. Simpson) — селище (англ. village) в США, в окрузі Джонсон штату Іллінойс. Населення — 44 особи (2020).

## Географія
Сімпсон розташований за координатами 37°28′3″ пн. ш. 88°45′28″ зх. д. / 37.46750° пн. ш. 88.75778° зх. д. (37.467445, -88.757879).  За даними Бюро перепису населення США в 2010 році селище мало площу 1,36 км², з яких 1,36 км² — суходіл та 0,00 км² — водойми.

## Демографія
Згідно з переписом 2010 року, у селищі мешкало 60 осіб у 20 домогосподарствах у складі 14 родин. Густота населення становила 44 особи/км².  Було 28 помешкань (21/км²).
Расовий склад населення:
| - 98,3 % — білих |

До двох чи більше рас належало 1,7 %. Частка іспаномовних становила 0,0 % від усіх жителів.
За віковим діапазоном населення розподілялося таким чином: 35,0 % — особи молодші 18 років, 51,7 % — особи у віці 18—64 років, 13,3 % — особи у віці 65 років та старші. Медіана віку мешканця становила 34,0 року. На 100 осіб жіночої статі у селищі припадало 100,0 чоловіків;  на 100 жінок у віці від 18 років та старших — 85,7 чоловіків також старших 18 років.
Середній дохід на одне домашнє господарство  становив 35 276 доларів США (медіана — 31 875), а середній дохід на одну сім'ю — 35 300 доларів (медіана — 31 875). За межею бідності перебувало 36,9 % осіб, у тому числі 46,4 % дітей у віці до 18 років та 0,0 % осіб у віці 65 років та старших.
Цивільне працевлаштоване населення становило 22 особи. Основні галузі зайнятості: освіта, охорона здоров'я та соціальна допомога — 40,9 %, транспорт — 18,2 %, роздрібна торгівля — 18,2 %.